# Leavenworth (Indiana)
Leavenworth é uma cidade  localizada no estado americano de Indiana, no Condado de Crawford.

## Demografia
Segundo o censo americano de 2000, a sua população era de 353 habitantes.
Em 2006, foi estimada uma população de 351, um decréscimo de 2 (-0.6%).

## Geografia
De acordo com o United States Census Bureau tem uma área de 2,3 km², dos quais 2,2 km² cobertos por terra e 0,1 km² cobertos por água. Leavenworth localiza-se a aproximadamente 212 m acima do nível do mar.

## Localidades na vizinhança
O diagrama seguinte representa as localidades num raio de 20 km ao redor de Leavenworth.